# Tetřev hlušec
Tetřev hlušec (Tetrao urogallus) je velký druh hrabavého ptáka z čeledi bažantovití (Phasianidae), který je rozšířen v Eurasii od španělských Pyrenejí po východní Sibiř. Druh obývá starší jehličnaté a smíšené lesy různých nadmořských výšek. Vysokohorským podmínkám a tuhým zimám je přizpůsoben fyziologicky i ekologicky. Tetřev hlušec byl kdysi hojný i v Česku, nicméně úbytek vhodných stanovišť způsobil takřka úplné vymizení českých tetřevů a poslední životaschopná populace se nachází na Šumavě (cca 300 jedinců). Zbytkové populace se vyskytují i v českých příhraničních oblastech, jako je Český les nebo Beskydy. 
Jedná se o největšího zástupce tetřevů. Pohlavní dimorfismus je výrazný. Kohout váží 3,3–6,5 kg a délka jeho těla se pohybuje mezi 83–90 cm. Slepice váží 1,5–2,5 kg a měří 59–64 cm. Kohout má břidlicově zbarvenou hlavu a krk, hruď je zelenkavá, křídla do hněda, mohutný ocas hnědo-šedý. V ohbí křídla se nachází výrazná bílá skvrna (tzv. hvězda). Slepice je kropenatá bílou, hnědou a tmavou barvou s rezavými partiemi (hruď, podbradek). Nad očima obou pohlaví se nachází rudé kožní zduřeniny zvané poušky, které jsou výrazné hlavně u samců. Opeřeny jsou i nohy až po prsty. Zobák (klovec) je silný, krátký a mírně zahnutý dolů. Tetřevi jsou hodně plaší a i přes zavalitou postavu se jedná o poměrně schopné letce. Žijí usedlým životem, nicméně některé populace podnikají krátké několikakilometrové sezónní přelety mezi hnízdišti a zimovišti. Hlavní potravou tetřevů v zimě jsou jehlice a pupeny jehličnanů, v teplejších měsících se zaměřují na bobule a borůvčí, kuřata a slepice hojně pojídají i hmyz a bezobratlé.
Tetřevi žijí většinu roku samotářsky a kohouti se potkávají se slepicemi pouze během toku. Ten nastává na jaře, kdy se tetřevi shromažďují na tradiční místa páření zvaná tokaniště. Během toku se naparují a projevují akustickými signály o čtyřech fázích, které jsou myslivecky známy jako klepání, trylek, výlusk a broušení. Broušení doprovází i nízkofrekvenční zvuk, který se šíří dále než ostatní signály kohouta, a slouží patrně k nalákání slepic na tokaniště. Během broušení, které trvá několik vteřin, dochází u tetřeva k razantnímu poklesu sluchové vnímavosti (je tzv. hluchý – odtud název hlušec). Slepice se páří pouze s těmi nejdominantnějšími kohouty z tokanišť. Stavbu hnízda, inkubaci i výchovu kuřat obstarává pouze slepice. Hnízdo představuje mělký důlek nahrubo vystlaný rostlinným materiálem a peřím. Slepice klade 4–11 (nejčastěji kolem 7) vajec elipsovitého tvaru. Inkubace trvá cca 24–29 dní. Prekociální a nidifugní kuřátka brzy po narození opouští hnízdo a rychle se vyvíjí, nicméně s matkou zůstávají většinou do podzimu, kdy dochází k jejich disperzi.
Tetřevi jsou na většině svého původní areálu stále hojní, nicméně hlavně ve střední a jižní Evropě zaznamenaly jejich stavy během 20. století prudké poklesy a z některých států už tetřevi úplně vymizeli. Hlavní příčinou je úbytek vhodných stanovišť a změněná skladba lesa následovaná mj. rušivými faktory turismu a těžby dřeva, vysokými stavy predátorů i např. jelenů, kteří konkurují tetřevům v potravě, či fragmentace krajiny. Mezinárodní svaz ochrany přírody hodnotí druh jako málo dotčený. V Česku jsou tetřevi považováni za kriticky ohrožené.

## Systematika
Druh poprvé popsal švédský přírodovědec Carl Linné v roce 1758 v 10. vydání svého díla Systema Naturae. Linné tetřevu přiřadil vědecké jméno Tetrao urogallus, které druhu již zůstalo. Rodové jméno Tetrao pochází ze starořeckého τετραων (tetraōn), které označuje nějakého hrabavého ptáka, patrně tetřeva černozobého. Druhové jméno urogallus je nejspíše složeninou latinských výrazů urus (pratur) a gallus (kohout). Nejbližším příbuzným tetřeva hlušce je jeho sibiřský protějšek tetřev černozobý. Tito dva tetřevi společně utváří rod tetřev (Tetrao).
Lidově se někdy tetřevu hlušci říká hluchán, což stejně jako české novodobé druhové jméno „hlušec“ odkazuje ke krátkému okamžiku během toku, kdy tetřev vydává hlasitý zvuk známý jako „broušení“, kdy takřka neslyší. Tento okamžik býval lovci využíván k opatrnému přiblížení se k tetřevu. Ve starší české literatuře se tetřev hlušec uvádí pod jmény tetřev velký nebo tetřev lesní.

### Poddruhy
Ve starších publikacích se lze setkat s různým počtem poddruhů od 3 po 13. K roku 2022 se rozlišuje těchto 8:
- T. u. cantabricus Castroviejo, 1967 – severozápadní Španělsko.
- T. u. aquitanicus Ingram, C, 1915 – Pyreneje (francouzské i španělské).
- T. u. crassirostris Brehm, CL, 1831 (někdy též T. u. major[11][12]) – od Německa a Polska na jih přes Slovensko a Česko po Balkán na jihovýchodě a Francii na jihozápadě.[11]
- T. u. volgensis Buturlin, 1907 – od jižního a středního Běloruska do středovýchodního Ruska.
- T. u. urogallus Linnaeus, 1758 – Skotsko a Skandinávie až k Bílému moři.
- T. u. kureikensis Buturlin, 1927 – severozápadní Rusko.
- T. u. uralensis Nazarov, 1886 – jihozápadní Rusko (jižní Ural).
- T. u. taczanowskii (Stejneger, 1885) – od centrální Sibiře po severozápadní Mongolsko a východní Kazachstán.

Výše zmíněné geografické oblasti jsou jen přibližné a v řadě regionů se jednotlivé poddruhy překrývají. Např. ve Finsku se vyskytuje subs. urogallus, uralensis i crassirostris/major. Jednotlivé poddruhy se od sebe mohou lišit odstínem a množstvím bílého zabarvení na břichu kohoutů, mírou světlého flekování horní části kohoutího těla a v odstínech zbarvení slepic. Počet poddruhů je nicméně vědci stále diskutován.

## Popis
Jedná se o statného ptáka s podsaditým tělem slepicovitého tvaru. Zobák (klovec) je silný a mírně zahnutý dolů. Chundelaté peří na krku je prodloužené, někdy označované jako brada či podbradek. Nohy (nazývané stojáky) jsou tmavě hnědé, opeřené až k zánártí, prsty jsou holé. Duhovka je tmavě hnědá. Nad okem se nachází rudé kožní zduřeniny (poušky), které u slepic moc dobře vidět nejsou, avšak jsou nápadné u kohoutů.
Kohoutí hlava a krk mají břidlicově šedé zabarvení s jemným šedým kropením. Peří na podbradku má zelenkavé zakončení. Hruď (též zvaná štít) je kovově zelenohnědá s patrným modrozeleným odleskem. Břicho je hnědočerné, občas s bílými skvrnkami. Křídla jsou převážně hnědá a občasnými nevýraznými bělavými pruhy. V ohbí křídla se nachází výrazná bílá skvrna, které se též říká hvězda. Hvězda je výrazná hlavně při složení křídla. Hřbet, kostřec a svrchní krovky ocasní jsou převážně hnědošedé. Ocasní krovky, zvláště ty svrchní, jsou mohutné, přičemž ty nejdelší mají bílá zakončení. Ocas kohoutů (myslivecky zvaný tatrč) je dlouhý a široký. Zahrnuje 18, někdy až 24 rýdovacích per se zarovnanými konci. Při rozevření působí ocas zaobleně. Jeho barva je šedočerná, v prvních dvou třetinách u těla šedě pruhovaná a v poslední třetině je namíchaná rozmazanou bílou připomínající vzory mramoru. Zobák má slonovinovou až slámovou barvu. Nedospělí kohouti v prvním roce života připomínají dospělé kohouty, avšak jejich ocas je užší, kratší a více monotónně zabarven, bradka je velmi krátká a hruď postrádá modrozelený lesklý nádech jako u dospělců.
Slepičí opeření je oproti samcům o poznání světlejší a méně výrazné. Jejich těla jsou hnědožlutě, bledě bíle a tmavě flekovaná s rezavými partiemi (hruď, podbradek). Tmavé fleky někdy tvoří až pruhování, které je nejvýraznější na zádech. Břicho má výrazně bílé vzory, svrchní strana těla je spíše tmavší. Konce křídel jsou zakončeny bíle. Ocas slepic je znatelně kratší než u samců a jejich rýdovací pera nedosahují takových šířek jako u kohoutů. Ocas je načervenalý s příčnými černými pruhy a bílými konečky. Zobák je šedohnědý. Nedospělé slepice v prvním roce života jsou podobné dospělým samicím, avšak jejich ocas je užší a matnější. Od podobné samice tetřívka obecného se liší výrazně větší velikostí, oranžovohnědou hrudí bez proužků, nápadnějšími ramínky, často poněkud světlejším a rezavějším opeřením a delším, zaoblenějším a rezavěji zbarveným ocasem.
Pohlavní dimorfismus je výrazný – statní starší kohouti mohou být až o 40 % větší než slepice. Délka kohoutího těla dosahuje 83–90 cm, slepice měří 59–64 cm. Křídlo samců má na délku 35–42 cm, ocas 29–32 cm a váha kohoutů se pohybuje mezi 3,3–6,5 kg. Slepičí křídlo měří 29–32 cm, ocas je dlouhý 17–19 cm a váha slepice je mezi 1,5–2,5 kg. Tyto rozměry činí z tetřeva hlušce největšího zástupce tetřevů.

## Rozšíření a stanoviště

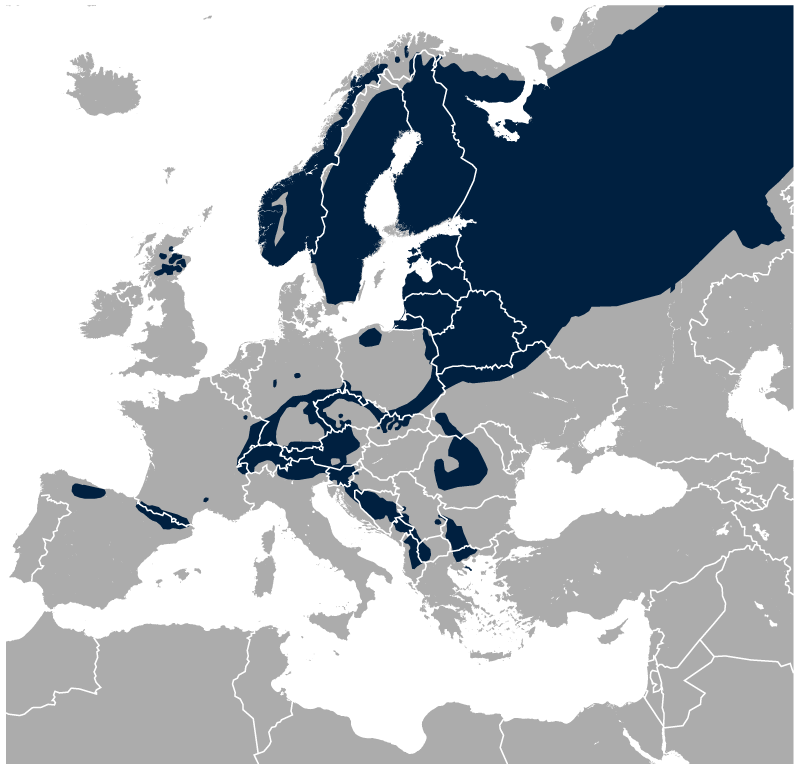
Areál přibližného rozšíření v Evropě

Tetřev hlušec má palearktický typ rozšíření. Těžiště výskytu leží ve Skandinávii, Pobaltí, Bělorusku a Rusku, jinde je jeho výskyt pouze ostrůvkovitý. Kromě skandinávských a pobaltských států se v Evropě vyskytuje také ve Skotsku, Polsku, Německu, Česku, Slovensku, alpských zemích, Španělsku, Francii a některých státech Balkánského poloostrova.
Žije ve starých, rozlehlých, jehličnatých (hlavně borovicových, avšak také smrkových či jedlových) nebo smíšených lesích a v některých oblastech (např. Kantábrie) i v listnatých lesích. Ideální stanoviště zahrnuje rašeliniště a na ně navázaná bobulonosná společenstva (především borůvčí), která poskytují tetřevům potravu v letních měsících. Nejčastěji lze tetřevy nalézt ve starších stinných lesích, jejichž stromový baldachýn není moc otevřený ani zcela uzavřený. Vyskytuje se v různých nadmořských výškách do 2000 m. Tetřevi vyhledávají hlavně pralesní, lesnicky neudržované lesy, které jim oproti hospodářsky využívaným porostům poskytují klid, více potravy i lepší úkryty před predátory a nepříznivým počasím.
Domovské okrsky tetřeva jsou poměrně velké, i když se mohou zásadně lišit podle oblasti a hlavně kvality biotopu. Obecně platí, že čím kvalitnější biotop, tím menší území tetřev obývá. V severním Bělorusku bylo telemetricky sledováno 5 samců, jejichž jednotlivé domovské okrsky byly odhadnuty na 91–2811 ha. V Bavorských Alpách byla naměřena velikost okrsků kohoutů i samic na 132–1207 hektarů (průměr 550 ha).

### Výskyt v Česku

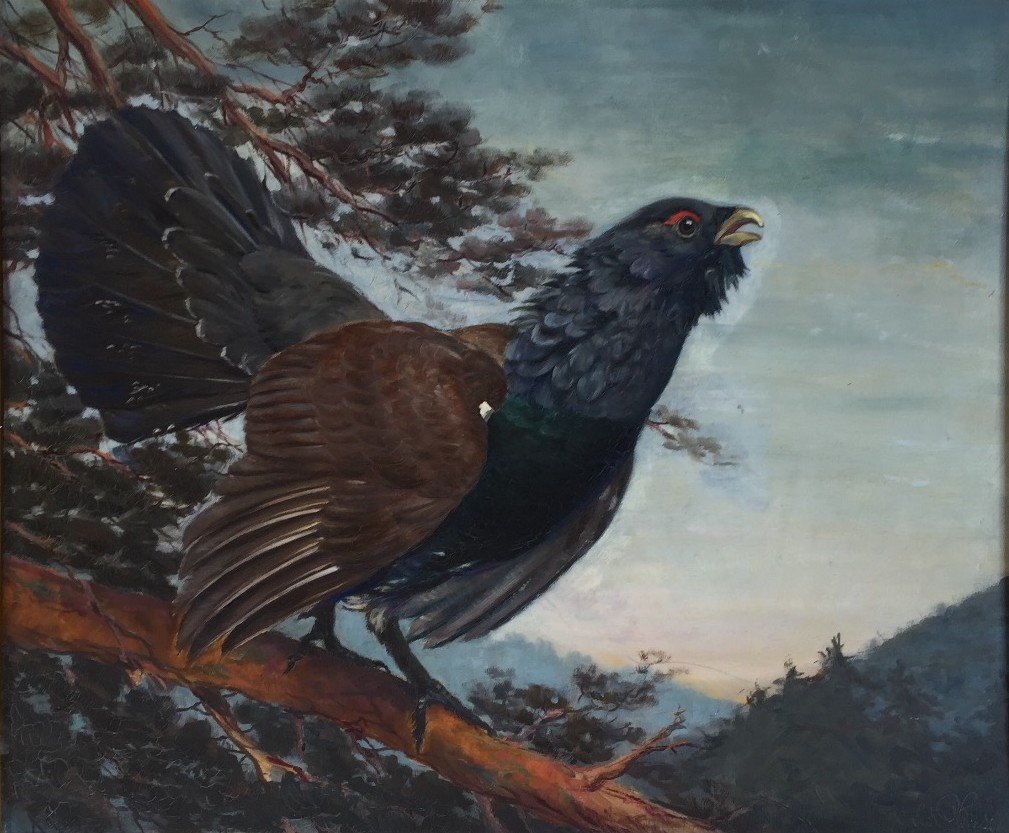
Tokající tetřev (Ludvík Herzl)

#### Historický
V minulosti byl tetřev hlušec na území Česka běžným druhem. Stejně jako v řadě jiných evropských států, i na českém území jeho počty od počátku 20. století začaly rychle klesat. Tento vývoj se zvláště zrychlil od 40. let 20. století. Hlavní příčiny prudkých poklesů byly ztráta přirozeného prostředí následkem těžby, změny ve struktuře lesa a prudce narůstající stresová zátěž v důsledku volnočasových aktivit člověka. Např. v roce 1964 bylo na území Krkonošského národního parku napočítáno 111 tetřevů, v roce 1971 bylo odhadnuto už jen 8 tetřevů a v roce 1972 už jen 3 tetřevi. Ve Slezských Beskydech bylo v letech 1936–1938 odhadnuto kolem 135 kohoutů a 280 slepic. V letech 1958–1962 byl odhad už jen kolem 90 kohoutů a 140 slepic. V 70. letech se celkové počty tetřevů v tomto pohoří odhadovaly na 50–70 kusů a k roku 2013 už jen 5–7 jedinců. Z vnitrozemí Česka tetřev hlušec úplně vymizel a jeho populace se začala soustřeďovat v pohraničních oblastech.
Již od roku 1988 probíhá na českém území záchranný reintrodukční program, jehož cílem je vypuštění odchovaných tetřevů zpět do volné přírody. K vypuštění došlo na řadě míst v Česku včetně Krkonoš, Beskyd, Jeseníků, Šumavy, Českého lesa a Brd. Jak český, tak žádný z evropských reintrodukčních programů však nebyl úspěšný, tzn. nevedl k založení dlouhodobě životaschopné populace. Největší česká odchovna tetřevů se nachází na Frýdecko-Místecku v lokalitě Řepčonka (Vyšní Mohelnice). Odchov je nicméně velmi náročný a např. v roce 2020 se nepodařilo do volné přírody vypustit jediného tetřeva.

#### Novodobý

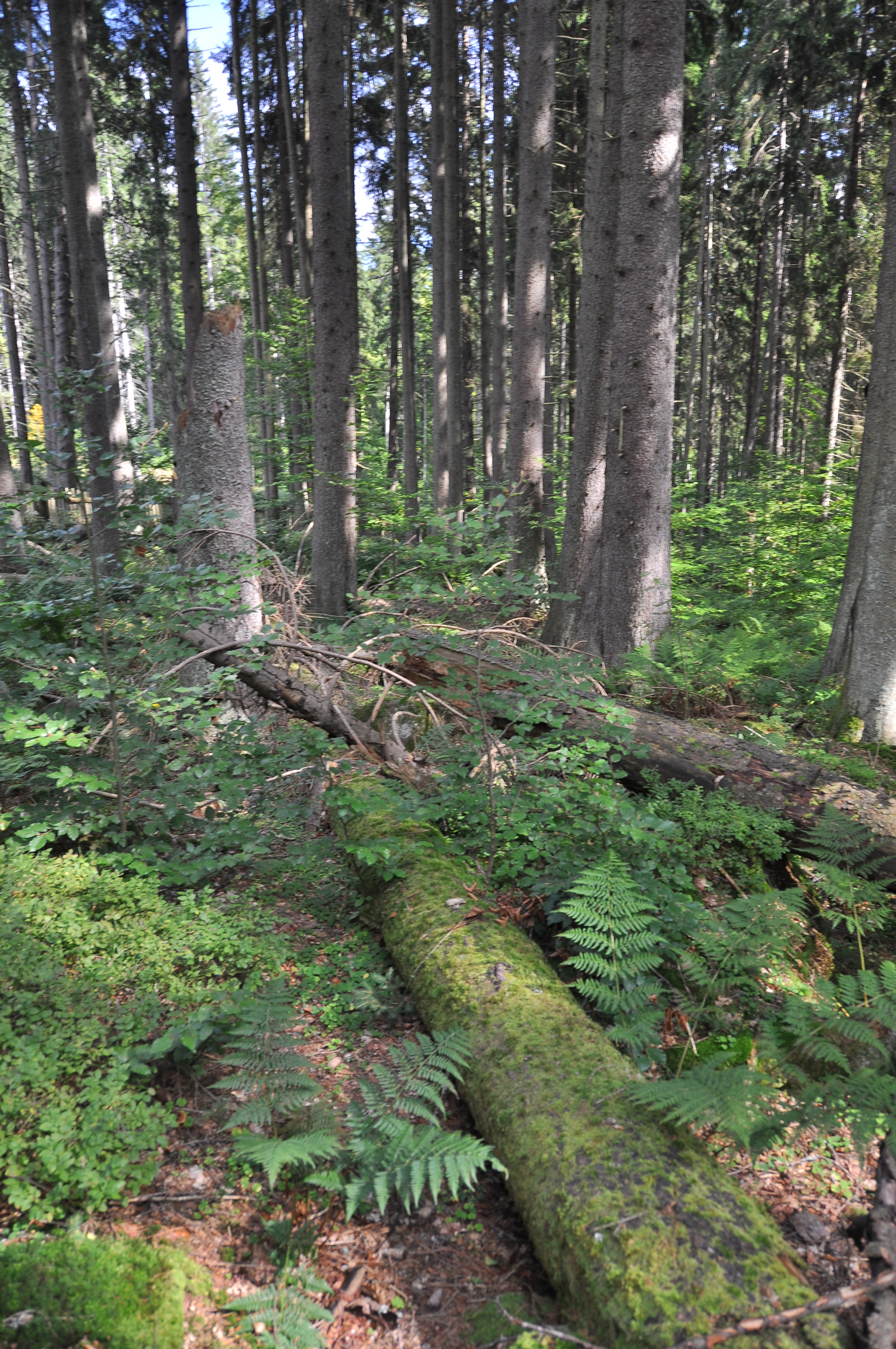
Typický habitat tetřevů na Šumavě tvoří starý jehličnatý les plný vývratů, které tetřevům poskytují úkryt i zdroj potravy (na fotografii Boubínský prales)

K roku 2017 se jediná životaschopná populace tetřeva hlušce v Česku nacházela na Šumavě, kde se vyskytovalo přes 90 % všech tetřevů na českém území. Počet tetřevů na Šumavě zaznamenal během 20. století prudký pokles, který dosáhl dna počátkem 90. let, kdy se počty odhadovaly na něco přes 100. Od té doby však populace pomalu roste. Jako hlavní příčina růstu se uvádí nárůst bezzásahových zón (asi 200 km², přičemž celková rozloha potenciálně vhodného habitatu na Šumavě je kolem 500 km²). Nárůstu populace pomohl i zákaz lovu tetřevů (1978 v Československu, 1973 v Bavorsku) a vyhlášení Národního parku Šumava v roce 1991. Na nárůstu šumavské populace se mohlo podepsat i vypuštění tetřevů odchovaných v zajetí, ke kterému v letech 1985–2000 docházelo na německé straně v Bavorském lese a blízkém okolí. Zatímco mezi lety 1985–2000 bylo na německé straně vypuštěno 1258 tetřevů, na české straně bylo mezi lety 1997–1999 vypuštěno 118 jedinců.
V roce 2010 počet šumavských tetřevů narostl na cca 300. Tento stav si tetřevi podrželi víceméně po celá 10. léta 21. století. Největší část šumavské populace žije ve střední a západní části šumavského národní parku u hranic s Německem. Velké množství jedinců se tak vyskytuje na české i německé straně (v Bavorském lese). Ne všichni tetřevi se nachází na území národního parku Šumava; část se nachází v CHKO Šumava a v ptačích oblastech Velký a Malý Javor a Schwarzeck. Hnízdiště šumavských tetřevů se nacházejí téměř výhradně v nadmořské výšce 1000–1370 m (výjimečně již od 800 m) a jsou soustředěna hlavně na centrální pláně modravské a kvildské a vysoké polohy železnorudské hornatiny, včetně kotliny horní Křemelné.
Tetřev hlušec patrně přežívá i v Beskydech. Jeho počty je složité odhadnout, nejspíše se bude jednat jen o několik jedinců, případně nižší desítky. Mezi lety 2014–2016 byl v Beskydech potvrzen výskyt 10 tetřevů. V Českém lese, kde se tetřevi dlouhodobě vypouštějí z odchovů, se podle odhadů z roku 2016 vyskytuje kolem 30–40 kusů. Ojediněle se tetřev hlušec vyskytne i v Krkonoších, Krušných horách nebo Jeseníkách.

## Biologie
Tetřevi tráví většinu času na zemi, poměrně často se však vyskytují i v korunách stromů, kde hřadují i hledají potravu. Přes své zavalité a těžké tělo se jedná o dovedné letce, kteří létají pomocí třepotavého a klouzavého letu. Tetřevi jsou plaší, žijí skrytě a člověku se vyhýbají. Hlasově se projevují hlavně během toku, avšak při vyrušení odlétají za hlasitého třepotu křídel a výrazného ak ak. Zvláště během toku však může u kohoutů dojít k nebývalé agresi a byly zaznamenány případy kohoutů napadajících člověka i auto. Hlavně v chovných zařízeních dochází někdy k abnormálnímu chování vyznačujícímu se ztrátou plachosti a napadáním člověka, kterého kohouti považují za svého soka.
Nejlepší šance člověka na spatření tetřevů ve volné přírodě je v době toku na tokaništích. Mimo období toku žijí kohouti samotářsky, samice mohou tvořit s nedospělými jedinci menší hejna do cirka 10 jedinců.

### Rozmnožování

#### Tok
Tetřevi se rozmnožují na jaře na tokaništích, kam se začnou scházet někdy mezi březnem a květnem. Přesná doba se liší podle oblasti a záleží mj. na zeměpisné šířce, jelikož dobu počátku toku určuje především délka denního světla. Tetřevi se mohou scházet na tom samém tokaništi po desítky i stovky let. Zatímco samci se naparují a bojují mezi sebou o dominanci nad tokaništěm, slepice je pozorují zpovzdálí, aby se nakonec spářily s tím nejdominantnějším kohoutem, načež odletí na další tokaniště a tam se zase spáří s tím nejdominantnějším samcem. Tokací aktivity dosahují vrcholu na jaře ve tří až čtyřtýdenním období, nicméně kohouti mohou sporadicky tokat již od poloviny zimy a končit až v polovině léta. V Estonsku v neporušeném lese byla tokaniště od sebe vzdálena 1,9–2,4 km a jejich velikost se pohybovala mezi 12–67 ha v závislosti na počtu přítomných kohoutů (v průměru bylo naměřeno 4,8 kohouta na 1 tokaniště). Ve fragmentovaných lesích, jako jsou francouzské Pyreneje, mohou být tokaniště jen velmi malé (1–2 ha) a naopak v rozlehlých kompaktních lesích mohou mít tokaniště až 150 ha a přítomno může být až 70 kohoutů.
I když k toku kohoutů může docházet v průběhu celého dne, největší aktivita nastává časně zrána do cca 9 h. V této době je přítomno nejvíce samic. Samci nejdříve tokají v těsné blízkosti jeden druhého, avšak postupně se rozprostřou napříč tokaništěm. Kohout může tokat jak v otevřené části tokaniště, tak na větvích stromu při jeho okraji. Samec může na strom, ze kterého bude tokat, doletět již večer před hlavním tokem, načež začne vydávat říhavé zvuky, které jsou v mluvě českých myslivců známé jako „vrzání“. Časně zrána pak tetřev začne vydávat celou plejádu zvuků, které jsou rozděleny do několika fází. Začne tzv. „pukáním“ (též známo jako „klepání“), které zní asi jako t-k t-k t-k; zvuk připomíná ťuknutí dvou dřevěných hůlek o sebe. Po pukání následuje trylkování, což je v podstatě 7–8× opakované, rychle po sobě jdoucí pukání. Během pukání je tetřeví krk natočen mírně vzhůru. Na konci trylku kohout zpravidla vydává výrazný zvuk připomínající odzátkování lahve nebo hlasité mlasknutí, který je známý jako „vylousknutí“. Tetřev vydává zvuk se zavřeným zobákem. Tok je završen 3–5 vteřin trvajícím zvukem zvaným „broušení“ neboli „šípání“, který připomíná rychlé přejíždění brousku po kose. Během broušení je hlava tetřeva natažena, krk našponován kolmo nahoru a zobák je široce rozevřen.
Během „broušení“ nastává u kohouta krátký okamžik, kdy má sníženou sluchovou vnímavost (je z většiny „hluchý“ – odtud název hlušec). Hluchotu patrně způsobuje silná kontrakce svalů středního ucha. Tyto svaly běžně tlumí hlasité a nepříjemné zvuky. Během broušení tetřev vydává nízkofrekvenční zvuky o hodnotách 25,6–31,6 Hz. Vzhledem k tomu, že nízkofrekvenční zvuky se šíří zalesněným prostorem lépe než zvuky s vysokou frekvencí, dá se předpokládat, že slouží k nalákání slepic na tokaniště. Vysoká variabilita těchto zvuků může znamenat i to, že signály přenáší informaci o tělesné zdatnosti kohoutů.
Kohouti tuto sérii vokálních signálů vydávají opakovaně. Starší kohouti dělají častější pauzy, během kterých pozorně poslouchají, zda se blíží slepice. Jakmile jsou slepice na místě a začnou se ozývat hlasitým gok, gok, kohout k nim sletí z místa, kde tokal (např. z větve stromu), a začne kolem slepic kroužit za neutuchajícího tokání. Tyto aktivity často přilákají i dalšího samce, což může spustit jejich vzájemný zápas. Ten se může omezit jen na výhružné zastrašování, avšak může docházet i k fyzickým bojům letkami a vzájemnému vytrhávání peří z hrudi mohutnými klovci.
Kohouti se během toku snaží nalákat pozornost samic i jinak než svými vokálními schopnostmi. Předvádí vznosné postoje s nataženým krkem a hlavou, naparují své peří a rozevírají svůj mohutný vějířovitý ocas. Své opeření většinou předvádí osamoceně, avšak někdy se mohou spojit s dalšími kohouty a předvádět se v menších houfech.

#### Hnízdění

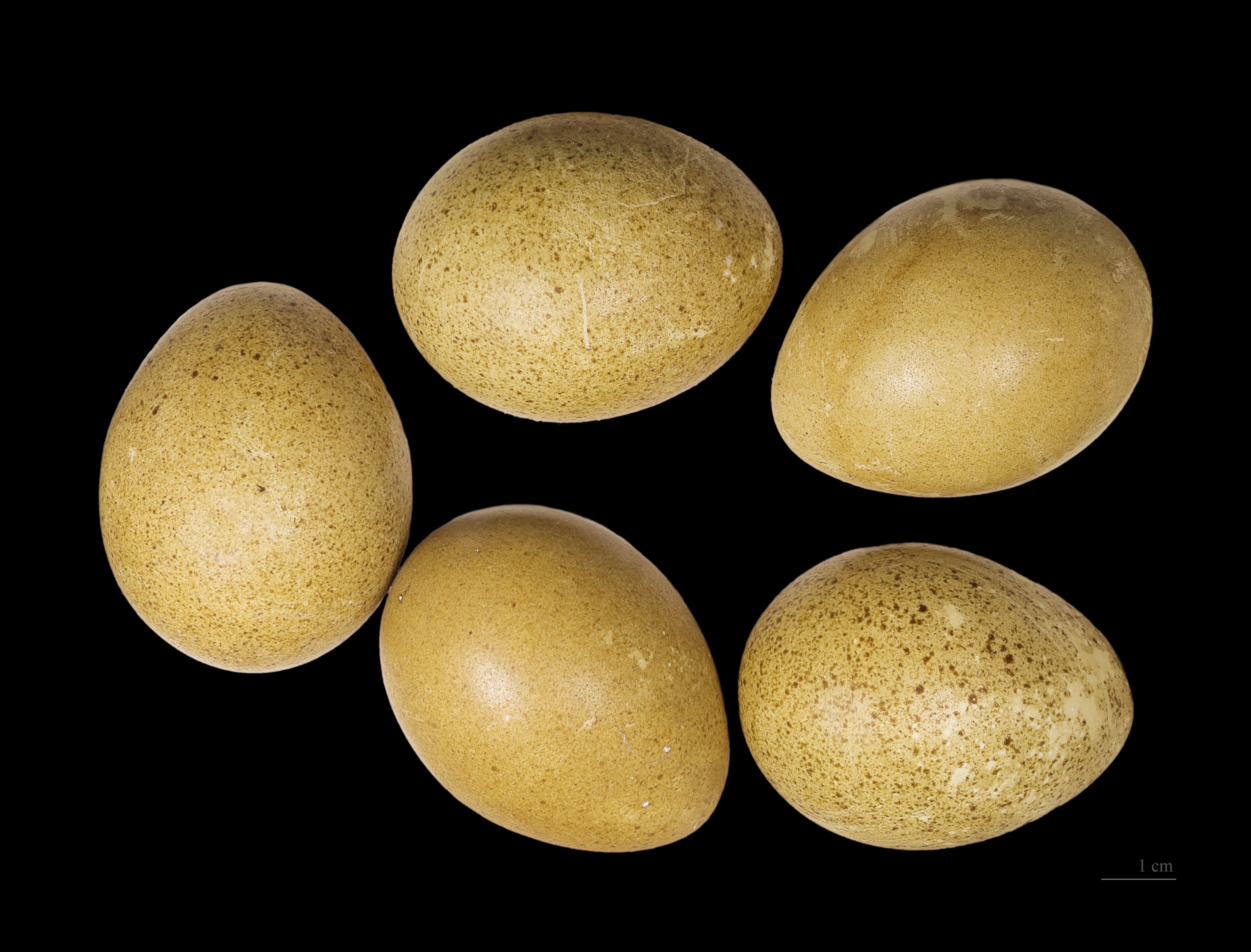
Vejce tetřeva hlušce

O stavbu hnízda, inkubaci i výchovu mláďat se stará pouze slepice. Hnízdo představuje jednoduchý mělký důlek v zemi nahrubo vystlaný rostlinným materiálem a peřím. Zpravidla bývá umístěno při kmeni stromu, pod vývratem nebo hromadou klestí. Výjimečně byly zaznamenány snůšky umístěné v hnízdech jiných druhů ptáků v nižší části stromového větvoví. Slepice klade 4–11, nejčastěji kolem 7 vajec. Výjimečně se lze setkat na hnízdě i s 12–18 vejci, nicméně v takových případech jde o snůšku dvou různých slepic. Rozměry vejce jsou 57×42 mm a váha se pohybuje kolem 53 g. Vejce jsou elipsovitého tvaru a mohou hrát různými odstíny od krémově bílé až po světle hnědou. Zatímco některá mohou být čistě jednobarevná, jiná jsou pravidelně jemně kropenatá po celé ploše nebo jen částečně, případně mohou mít rozptýlené různě velké hnědé skvrny. Slepice klade vejce nejčastěji obden a s inkubací začíná před nakladením posledního. Inkubace trvá cca 24–29 dní, kuřátka se klubou nejčastěji v červnu a během stejného dne. Prekociální a nidifugní mláďata o váze 36–45 g se rodí obalena prachovým peřím s výraznou skvrnou na čele ve tvaru písmene V. V oblastech překryvu areálu s tetřívkem obecným a bažantem obecným se může stát, že tito bažantovití ptáci se dopustí hnízdního parazitismu na snůšce tetřeva hlušce.

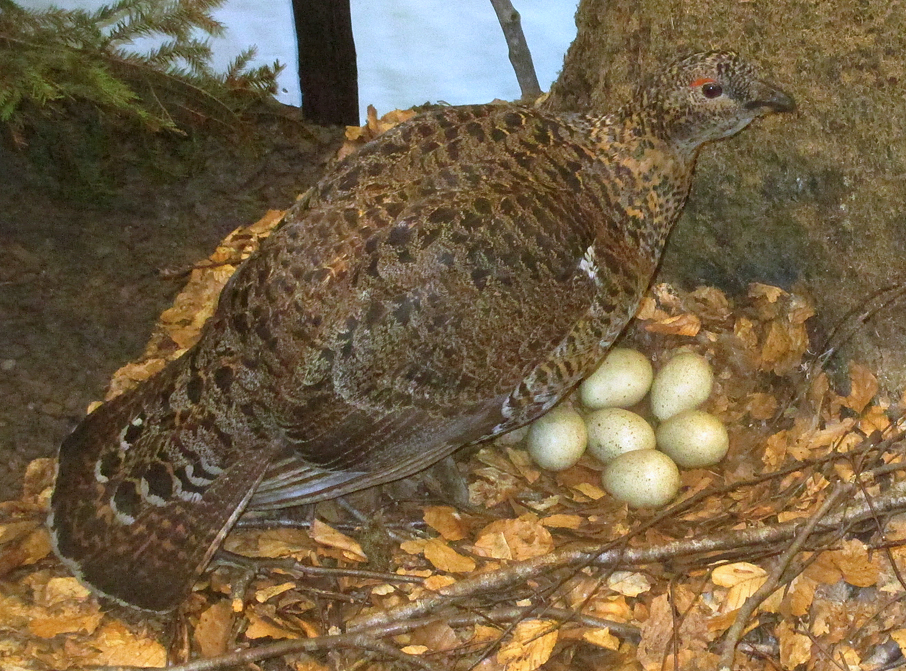
Slepice na hnízdě (Muzeum přírodní historie v Göteborgu)

Hnízdní úspěšnost se liší podle oblasti, avšak obecně nebývá příliš vysoká. Např. ve Skotsku bylo 11 z 20 monitorovaných hnízd vypleněno (9 kunou lesní a další 2 neidentifikovaným predátorem). Podle dat ze Španělska slepice úspěšně vyvedou v průměru pouze 0,2–1,8 kuřete za rok. V podhůří bavorských Alp v Německu byla zkoumána míra predace pomocí experimentu, během něhož výzkumníci vytvořili v lese 135 hnízd, do kterých byla umístěna vejce kurů domácích. Po 35 dnech (cca doba inkubace a kladení vajec) bylo 87 hnízd vypleněno (64 %). Většina jich byla vypleněna savčími predátory (kuny, lišky), několik též dravými ptáky. K predátorům tetřevů patří i další lasicovité šelmy (jezevec lesní, lasice kolčava, lasice hranostaj aj.), draví ptáci (hlavně jestřáb lesní) a krkavcovití (sojka obecná, krkavec velký, vrána šedá). V případě časného zániku snůšky může u slepic dojít k náhradní snůšce. Podle studie z Norska 9–87 % slepic, které přišly o první snůšku, se pokusily o nové zahnízdění ještě totéž hnízdní období. Náhradní snůšky dostávají samice, které jsou oslabené první snůškou, pod energetický tlak. V druhých snůškách proto bývá v průměru méně vajec než v těch prvních a vejce bývají menší. Schopnost znovu zahnízdit souvisí s váhou samice; slepice v prvním roce života, kdy jsou menšího vzrůstu, se o náhradní snůšku nepokouší. Na hnízdní úspěšnosti se dále negativně popisují silné dlouhotrvající deště i prasata divoká, jejichž aktivity mohou vést k rušení tetřevů nebo k rozdupání či sežrání snůšky.

#### Kuřata, dožití

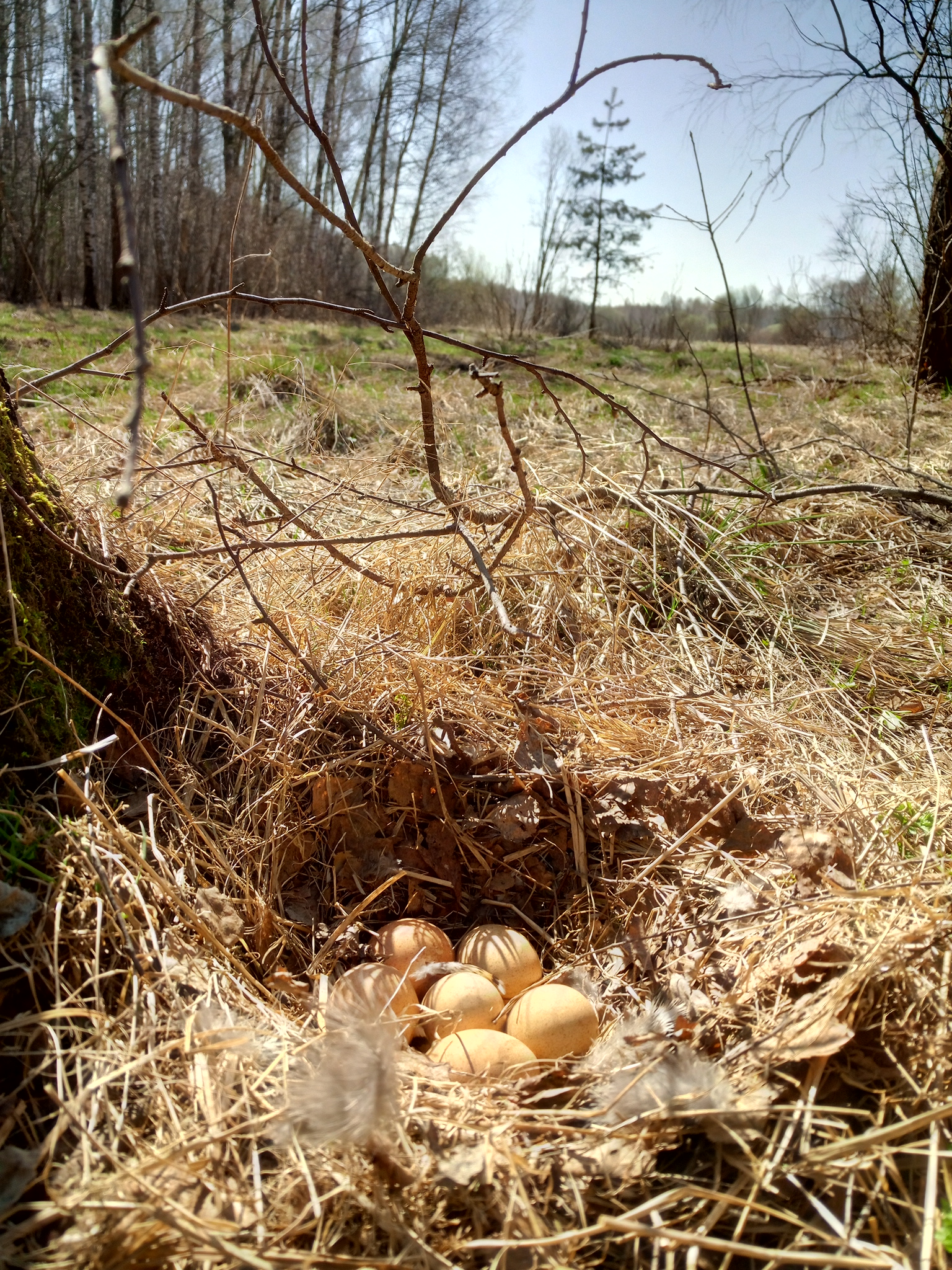
Tetřeví snůška v Rusku

Mláďata opouštějí hnízdo 11–28 h po vylíhnutí. V prvních dnech jsou značně náchylná na vlhko, chlad a nedostatek potravy. Z hlediska termoregulace jsou závislá na zahřívání matkou, která je vodí k potravě a pomáhá jim nalézt vhodné úkryty. V případě vyrušení dochází k rozptylu kuřat do různých stran, což je sice účinná antipredační technika, avšak opětovné spojení s matkou může trvat i 2 hodiny a během této doby jsou kuřata extrémně ohrožená predací. Jejich vývoj je rychlý; ve 4–5 dnech nemotorně poletují, kolem 10. dne se pokouší vyletět na strom a ve 14 dnech již dovedou přelétávat na poměrně velké vzdálenosti. Ve věku 30–40 dnů se plně opeřují. Se samicí zůstávají až do září, kdy se oddělují do menších hejn podle pohlaví. První měsíc v životě tetřevů je kritický z hlediska predace. Podle studie z Norska, která sledovala 115 kuřat, podlehlo predátorovi v prvním měsíci života 57 % z nich.
Pohlavní dospělosti tetřevi dosahují v první roce života, nicméně kohouti se páří většinou až ve třetím roce. Samice se mohou pářit již od prvního roku, pokud dokáží nabýt dostatečné váhy.
Míra každoroční úmrtnosti dospělců dosahuje u kohoutů kolem 40 %, u menších slepic ještě o něco více. K největší úmrtnosti dochází v zimě. Nejstarší zaznamenaný jedinec měl 13,5 roku. V zajetí se tetřevi mohou dožít i 18 let.

### Disperze a pohyb
Disperze mláďat je značně individuální. Podle studie ze Skotska docházelo k disperzím slepic na podzim po vylíhnutí nebo až následují jaro, přičemž některé slepice se rozptýlily na podzim a pak znovu na jaře a některé jen na velmi krátkou vzdálenost. Průměrná vzdálenost rozptylu z natální oblasti byla 11 km (max. 30 km) a mladé slepice se vydávaly dále než mladí kohouti.
Jedná se o stálý druh, avšak v některých oblastech mohou tetřevi na jaře a na podzim podnikat pravidelné přelety mezi hnízdišti a zimovišti v závislosti na dostupnosti potravy. Např. na severu Sibiře některé populace tetřevů podnikají přelety z hnízdišť v listnatých lesích do zimovišť v jehličnatých lesích. K přesunům může docházet samostatně i v hejnech do cca 50 ptáků. Přesuny ptáků nebývají dlouhé, typicky jen několik kilometrů, nicméně ve východnějších částech areálu (Ural, Kazachstán, Sibiř) byly zaznamenány přelety o délkách desítek kilometrů. Tyto delší migrační přelety jsou patrně způsobeny fragmentací krajiny a nedostatkem vhodných stanovišť pro zimování i velká tokaniště. Výjimečně byli jedinci zaznamenáni při překonávání tisícikilometrové vzdálenosti nebo tetřevi létající ve velkých hejnech ve vysokých nadmořských výškách až kolem 1 km. Jiná raritní pozorování hovoří o dezorientovaných tetřevech, kteří přilétli do vesnice, kde naráželi do budov.

### Zimování
Tetřev hlušec je pták severské tajgy a vysokohorských oblastí, kde v zimě nastávají teploty hluboko pod bodem mrazu, sněhová pokrývka může trvat dlouhé měsíce, potrava je hůře dostupná a míra predace je vysoká. Aby tetřevi mohli takovéto podmínky ustát, vyvinula s u nich řada morfologických i behaviorálních adaptací.

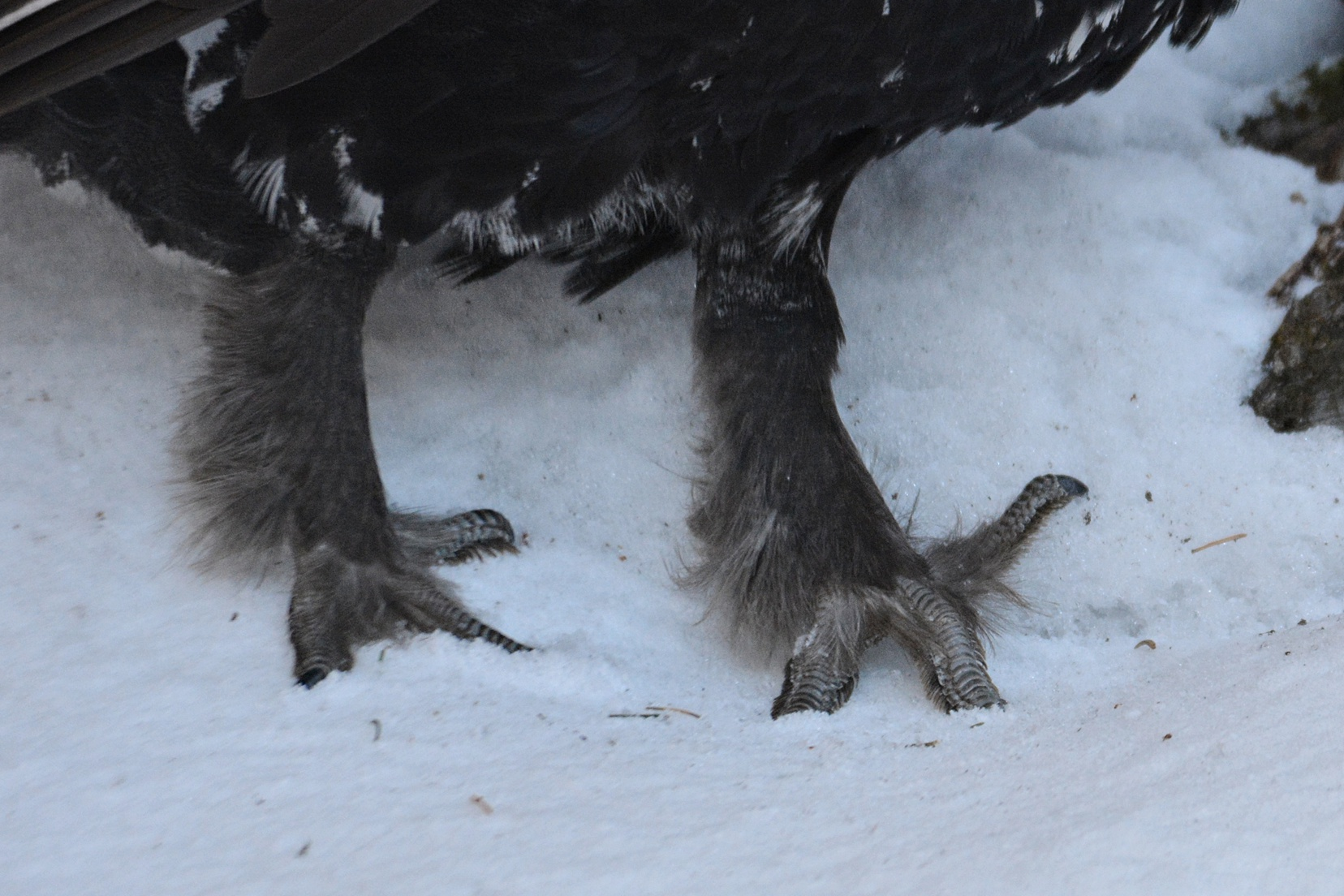
Detail opeřených noh tetřeva

K těm morfologickým patří velmi husté opeření, což tetřevy dobře chrání před mrazem. Opeření pokrývá i části těla, které jsou u valné většiny jiných ptáků neopeřené, jako jsou nohy nebo nosní dírky. K pohybu po sněhu a ledu tetřevům dobře slouží jejich silné nohy s velkými dlouhými drápy, které zabraňují uklouznutí při pohybu po zmrzlém sněhu na zemi i na větvích a hodí se i v případě potřeby prohrabat se k potravě skrze sněhovou pokrývku.
Nedostatek potravy v zimě byl prostřednictvím evoluce a přírodního výběru vyřešen adaptací na tuhou potravu, kterou v zimě představuje takřka výhradně jehličí, případně i větvičky a pupeny jehličnatých stromů. Tato potrava obsahuje jen málo živin, a tak ji tetřevi musí sezobat nadměrné množství. Vedle velkého objemu se trávicí trakt musí vypořádat i s množstvím celulózy a sekundárních rostlinných sloučenin. K drcení potravy před polknutím slouží krátký silný zobák. S následným rozmělněním pomáhají žaludeční kameny, kterých se ve zvláště silném a svalnatém žaludku může nacházet až několik set. S rozkladem dále pomáhá podpůrná mikroflóra v párovém, značně prodlouženém slepém střevu. Objemné roztažitelné vole umožňuje se nejdříve nakrmit, vole naplnit a potravu pomalu natrávit až později v úkrytu či v noci. I přes výše zmíněné adaptace může rozložení potravy v trávicím traktu trvat velmi dlouhou dobu.
Aby tetřevi získali z jehličí co nejvíce živin, vybírají si jehlice s vysokým obsahem živin a nízkým obsahem pryskyřice. K výběru dochází zaměřením na starší stromy, které obecně obsahují o něco více (v jednotkách procent) živin, než jehličí mladších stromů. I přes malý rozdíl může být v zimě přítomnost starších vzrostlých stromů zásadní. Tetřevi se dále soustředí na mladší jehličí (v prvním roce života), které je výživnější než starší jehlice. S výběrem jim může pomáhat dobře vyvinutý čich.
K behaviorálním adaptacím na chladné teploty patří dovedné šetření s energií. Obecně se dá říci, že tetřevi jsou v zimě jen málo aktivní a čas tráví výhradně krmením nebo hřadováním. Denní aktivita může trvat pouze 2 až 3 hodiny, zbytek času mohou trávit hřadováním. V krajních případech mohou tetřevi trávit veškerý čas na stejném stromě, kde dochází ke sběru potravy, dennímu i nočnímu hřadování. Krmící aktivita časně zrána se snižuje s klesajícími teplotami. Tím tetřevi ušetří energii potřebnou k zahřátí potravy i těla během nízkých teplot. Zatímco ve středoevropských podmínkách tetřevi v noci hřadují v podstatě vždy na stromech, v severských oblastech (Sibiř, Skandinávie) si často vyhrabávají sněžné nory, které je chrání před hlubokým mrazem i predátory.

### Křížení
Tetřev hlušec se v některých oblastech kříží s úzce příbuzným tetřevem černozobým (v některých sibiřských oblastech bylo zaznamenáno až 12 % hybridních kohoutů). Občas dochází i ke křížení s tetřívkem obecným; jejich hybridní mláďata se nazývají tetřevci. Ve starší české myslivecké literatuře z 19. století se tetřevec občas označoval jako samostatný druh tetřev vrzavý (podle poněkud „vrzavého“ hlasu, který tetřevci vydávají) nebo tetřev prostřední. Tetřevci bývají převážně kohouti, hybridní slepice jsou poměrně vzácné. Tito kříženci jsou plodní. Tetřevci jsou typicky mnohem větší než tetřívci obecní, vůči nimž mohou vykazovat notnou dávku agresivity. Byla zaznamenána účast tetřevce na toku tetřívků, během něhož mohutnější tetřevec rozsápal samce tetřívka, klovcem mu oddělil hlavu od těla a poté na čerstvé mrtvole soka vykonal kopulaci. Výjimečně se tetřevi hlušci mohou křížit i s bělokury rousnými.

### Potrava

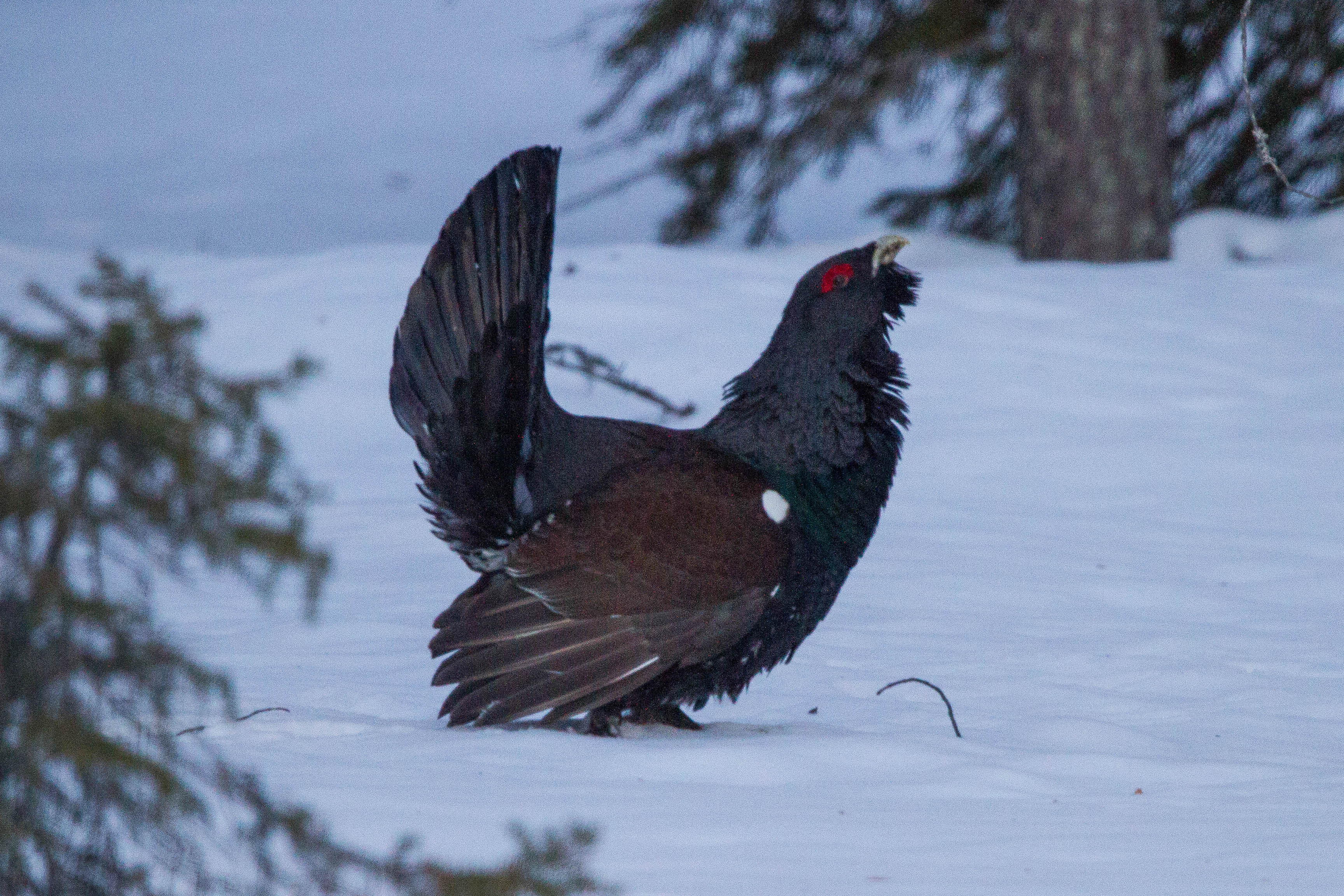
Kohout na sněhu

Složení potravy tetřevů se liší v závislosti na ročním období, stáří ptáků, pohlaví i typu biotopu v oblasti výskytu. Kuřata se v prvních cca 4 týdnech po vylíhnutí živí převážně hmyzem, který je snadné strávit a poskytuje bohatý zdroj energie. K nejoblíbenější sezobávané potravě kuřat patří housenky motýlů následované larvy blanokřídlých. Mravenci (dospělí jedinci i vajíčka) jsou také často sbírány. Kuřata již od raného věku doplňují jídelníček o rostlinnou stravu, jako jsou listy borůvčí, mech, bobule a květy. Rostlinná strava se stává dominantní složkou menu nedospělých jedinců někdy ve 2.–4. týdnu života, kdy kuřata jedí převážně borůvčí, černýše lesní aj. Konkrétní typy rostlin závisí na jejich dostupnosti v areálu pohybu kuřat. Někdy kolem července, když se housenky motýlů začínají kuklit a líhnout, začínají tetřevi sezobávat i další hmyz a bezobratlé, jako jsou brouci, mnohonožky, pavouci aj. Do dvou měsíců od vylíhnutí mladí tetřevi přijímají stejnou stravu jako dospělí jedinci.
Letní složení jídelníčku dospělců závisí na lokální nabídce potravy. Hlavní složku typicky tvoří borůvčí (plody i listy), pokud je dostupné. Dále pojídají plody (ostružiník, maliník, jalovec), květy (např. vřesu), kapradiny, byliny (černýš, podběl, jetel), mechy a listy. Tetřevi jsou v potravním složení značně přizpůsobiví. Např. podstatnou celoroční součást jídelníčku některých populací subsp. cantabricus tvoří žaludy dubu pyrenejského (Quercus pyrenaica) a devaterníkovec chlupatý (Cistus lasianthusa), což je oproti ostatním populacím tetřevů unikátní. V Bavorském lese v období května dodával tetřevům hlavní potravní složku buk a koncem léta a na podzim byliny. Vedle jehličnatých stromů mohou tetřevi konzumovat i části listnáčů. Vedle zmíněných žaludů to mohou být např. květy a pupeny břízy bělokoré, buku lesního, vrby jívy nebo jeřábu ptačího.

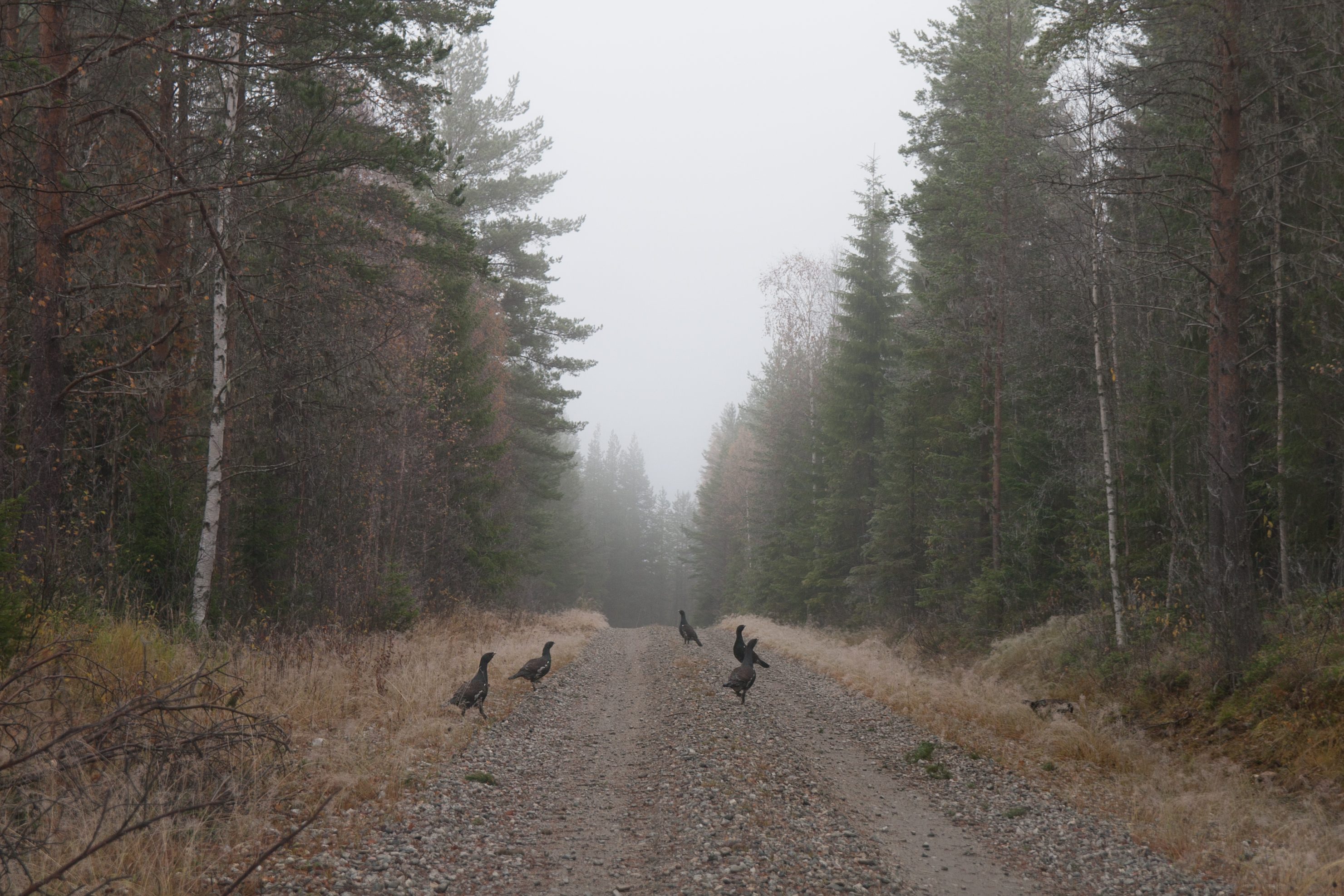
Hejno tetřevů na lesní cestě ve Švédsku

Jakmile začne roztávat sníh, samice ihned přechází z jehlic na jinou rostlinou stravu, kterou mohou nalézt na zemi na částech půdy, kde již odtál sníh. Tato rostlinná strava (byliny, listy, kořínky, plody) doplňovaná hmyzem je výživnější než jehlice a samice ji preferují, neboť potřebují nabrat energii pro tvorbu vajec. Naproti tomu kohouti nadále pojídají jehlice, protože v této době u nich dochází k zakládání teritorií a jejich síly se soustředí čistě na tok. Během toku kohouti neopouští svá teritoria, a může se tedy stát, že jiná strava než jehlice by na jejich teritoriu stejně nebyla dostupná a samci si nemohou dovolit teritorium opustit, aby jim je nezabral jiný kohout. Nejehlicovou stravu začínají konzumovat až po skončení toku.
Dospělí tetřevi se v zimě živí v podstatě jen jehličím. Stravu mohou někdy doplňovat i jiným dostupným rostlinným materiálem či příležitostně odhalenými lýkožrouty, avšak např. ve Finsku nebo Skotsku tvoří 100 % zimní stravy jehličí. Často konzumují i pupeny. Ke klíčovým pojídaným stromům patří borovice lesní, která je v některých oblastech poměrně hojná a tetřevům tak poskytuje v podstatě neomezený zdroj potravy. K dalším oblíbeným stromům patří např. borovice limba, borovice pyrenejská nebo sibiřská. V českých lesích konzumují jehlice smrku ztepilého a jedle bělokoré. Následkem nízké výživové hodnoty tetřevi musí v zimě denně spořádat 400–550 g rostlinné potravy (především jehlic), aby z ní dokázali vytáhnout dostatek živin.
Vodu získává z řek, pije většinou dvakrát denně. V zimě tekutiny získává ze sněhu, který často sezobává.

## Ohrožení a ochrana

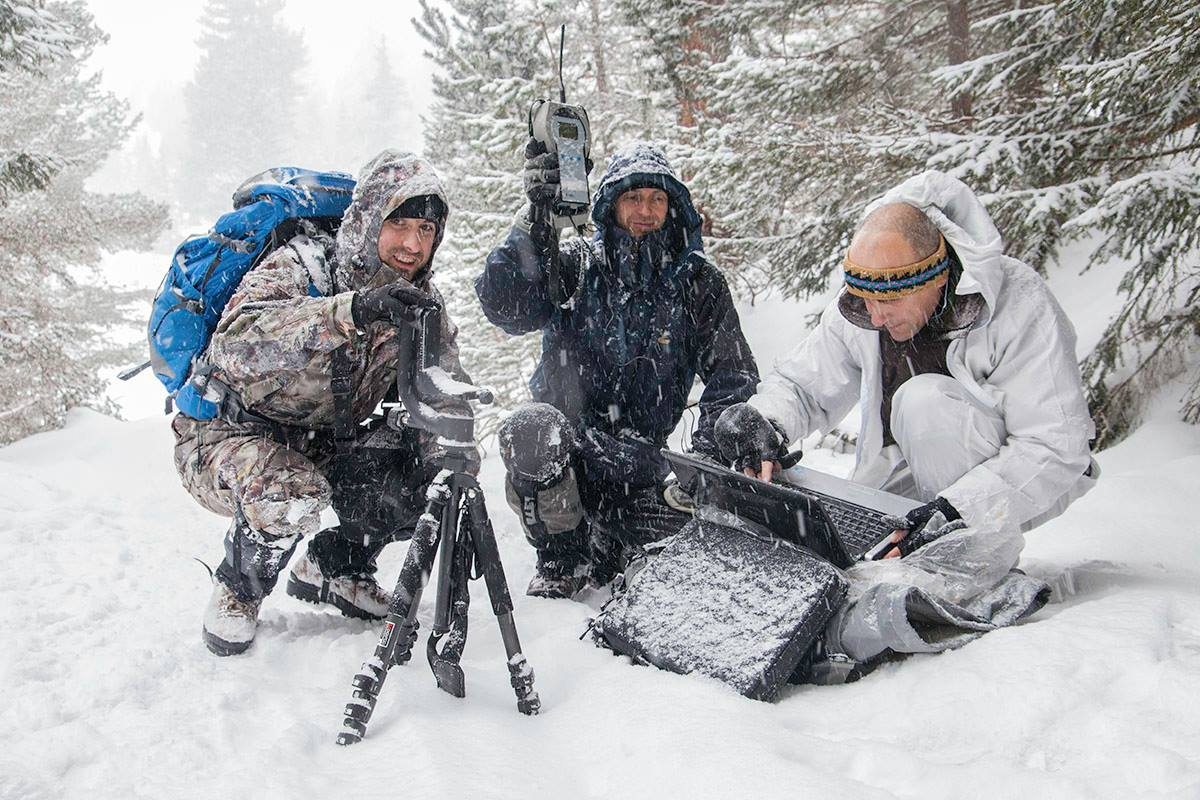
Skupina vědců při monitoringu tetřevů v bulharském národním parku Rila

Habitat tetřeva hlušce prošel v posledních stoletích dalekosáhlými změnami následkem lidské činnosti. Zatímco ve východní části svého areálu tetřev stále obývá většinu svého původního rozšíření, evropský areál se zvláště vlivem ničení vhodného prostředí a přímého pronásledování ze strany člověka značně zmenšil. Ve Skotsku (kde byl později úspěšně introdukován), Irsku, Anglii, Dánsku, Portugalsku, Maďarsku a Belgii byl již zcela vyhuben. Dramatické poklesy nastaly i v celé řadě dalších evropských států včetně Polska, Slovenska, Estonska a Litvy. Tetřev hlušec je typickým deštníkovým druhem, tzn. jeho ochranou lze docílit ochrany celého ekosystému, ve kterém se vyskytuje.

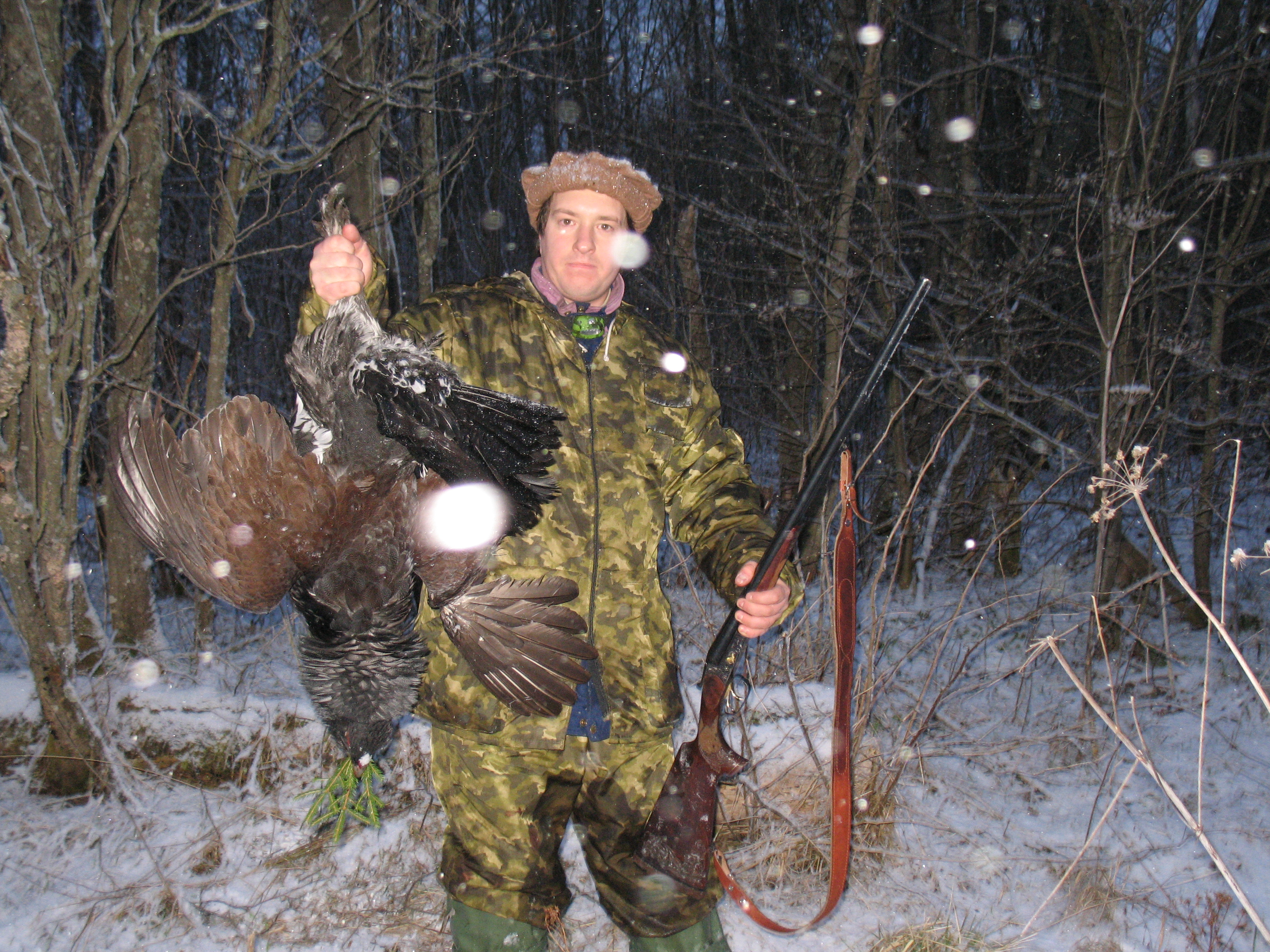
Ruský lovec s uloveným tetřevem hlušcem

Tetřev hlušec je velmi citlivý na rušení a v případě pravidelného vyrušování oblast opouští. Zatímco řada jiných druhů ptáků odlétá na zimu do teplých krajin a některé druhy savců hibernují, hlavní strategií tetřeva pro přečkání zimy je klidový stav, resp. šetrné nakládání s energií. V případě vyrušení odlétá, což vyžaduje velké množství energie, která je zejména v zimě jen velmi těžko nahraditelná. Pokud tetřev musí ze svého stanoviště odletět kvůli vyrušení nebo je přinucen se vyhrabat z nory, spotřebovává až dvanáctinásobek energie oproti klidovému stavu. Oslabení jedinci snadněji podléhají predaci, jsou náchylnější nemocem a mohou dokonce i umřít vyčerpáním. V české krajině lze proto narazit na cedule upozorňující na přítomnost tetřevů a vyzývající turisty a lyžaře, aby se zdržovali na vyhrazených stezkách. V Bavorském lese existuje tzv. jádrové území (asi 40 % rozlohy parku), ve kterém je po určitou dobu v roce omezený vstup. Šumavskou alternativou jsou tzv. klidová území, na kterých se reguluje pohyb návštěvníků parku a jejichž cílem je omezit negativní rušivé vlivy turismu a lesnické činnosti. Vypadá to, že slepice jsou na rušení citlivější než kohouti. Vedle útlumu rušivých elementů v areálu tetřevů patří k důležitým ochranným opatřením snaha o udržení propojenosti stanovišť, což má pozitivní efekt na genový tok a tím i na odolnost populace.
Vedle přeměny habitatu a rušení jsou tetřevi ohroženi i aktivním lovem. Až na vybrané evropské státy (hlavně ze střední a jihozápadní Evropy) jsou tetřevi ve zbytku areálu loveni. Byly zaznamenány i střety tetřevů (hlavně nedospělých jedinců) se špatně viditelnými překážkami jako jsou drátěné ploty nebo dráty elektrického napětí. V některých oblastech Skotska nebo Alp dokonce představují nárazy do oplocenek jednu z hlavních příčin poklesu stavů. Kyselé deště nebo probíhající změna klimatu se rovněž negativně popisují na jejich populaci. V oblastech s nešetrným lesním hospodářstvím může docházet k přímé potravní konkurenci mezi tetřevy a jeleny. Přemnožené stavy jelenů mohou velkoplošně spásat borůvčí, které představuje klíčovou plodinu tetřevů v teplých měsících.
Hlavním způsobem ochrany tetřevů je ochrana jejich stanovišť. Ke konkrétním opatřením patří např. snížení fragmentace lesa. Ta totiž vede nejen k poklesu množství vhodných stanovišť, ale i ke zvýšení stavů predátorů, kteří mohou mít na biotopicky oslabené tetřeví populace klíčový vliv. V obhospodařovaném porostu se doporučuje ponechání alespoň několika desítek hektarů lesa se starými vzrostlými stromy, pokud možno úplně bez lesnických zásahů, kde tetřevi mohou nalézt klid a dostatek úkrytů. Vedle toho lze např. nahradit tradiční drátěné oplocenky dřevěnými, čímž může klesnout úmrtnost následkem nárazu do oplocenky až o 80 %.
Celková populace se odhaduje zhruba na 3,3–5,3 milionu dospělých jedinců. Evropská populace tvoří zhruba 40 % světové populace, čili cca 1,3–2,1 milionu jedinců. I přes klesající populační trend Mezinárodní svaz ochrany přírody hodnotí populace tetřevů hlušců za málo dotčenou. Místně může být považován za ohrožený druh. V Česku je tetřev hlušec považován za kriticky ohrožený druh na základě vyhlášky č. 395/1992 Sb.

## Odkaz v kultuře
Majestátní vzhled tetřeva při toku i jeho zvláštní zvukový repertoár přitahovaly pozornost člověka již od pradávna. V evropském prostředí býval lov tetřevů velkou událostí, o čemž svědčí vycpaní jedinci na četných zámcích a v muzeích. Maso tetřevů bylo považováno za delikatesu podávanou při slavnostech a svátcích, zvláště o Velikonocích. Bylo připodobňováno k masu bažantů a doporučovalo se ho před úpravou naložit do vína, aby změklo.
První dochovaná zmínka o tetřevech v českých zemích pochází z pera arabského kupce Ibráhíma ibn Jákúba, který kolem roku 966 napsal:
V říši Boleslavově žije polní kur, který slove tetrá, jehož zvěřina výborně chutná. Křičí na vrcholu stromu a je ho slyšet až na jednu parasangu (asi 5500 m) i dále. Tohoto ptáka jsou dva druhy, černý a pestrý, který je hezčí než páv.
Ibráhím ibn Jákúb
Další zmínky z českých krajin z 15. a 16. století hovoří hlavně o chuti tetřevího masa. Tehdejší povinnost některých poddaných bylo odvádět vrchnosti ulovené tetřevy na Velikonoce. Kromě klasických ok se tetřevi lovili i do tluček (padacích lapacích pastí). Panstvo prováděli při lovu místní hajní, což popisuje i Karel Klostermann se ve svém románovém cyklu Ze světa lesních samot (1894), kde se zmiňuje o lovu tetřevů místními knížaty.
Živo bylo v myslivně. Mladý kníže přijel s několika kavalíry na tetřevy a tetřívky. Hajnému nastaly nemalé trampoty, bylo mu upravovati cesty do bezedných močálů, vypátrati stanoviště tokajících kohoutů, přiváděti pány k ráně. I na revírníka a na příručího došlo, ve dne v noci nebylo klidu. Panstvo bylo ve výtečné náladě, za jediný týden postříleli pět kohoutů, hajnému diškrece jen pršely. Mladá paní jen zářila, práce bylo dost, páni v myslivně nocovali, v myslivně se pro ně strojilo.
Karel Klostermann, Ze světa lesních samot (1894)
V následujících stoletích zájem o tetřeví maso začal postupně klesat s tím, jak stavy tetřevů ubývaly. Nicméně ještě ve 20. letech 20. století se v Československu střílelo kolem tisíce těchto ptáků ročně. V Česku se tetřev hlušec stal roce 2012 Ptákem roku v anketě každoročně vyhlašované Českou společností ornitologickou. V Česku je po něm pojmenována řada místopisných míst jako Tetřeví stěny, Tetřeví tok, Tetřeví sedlo, Tetřeví skály, Tetřeví studánka či Tetřeví hora. Tokající tetřev se vyskytuje ve znaku české obce Obecnice, přítomen je i na celé řadě dalších znaků v Evropě a Asii. Tetřev je hojně zastoupen v uměleckých dílech a známkách, z nichž některé lze spatřit níže.

Vybraná umělecká vyobrazení
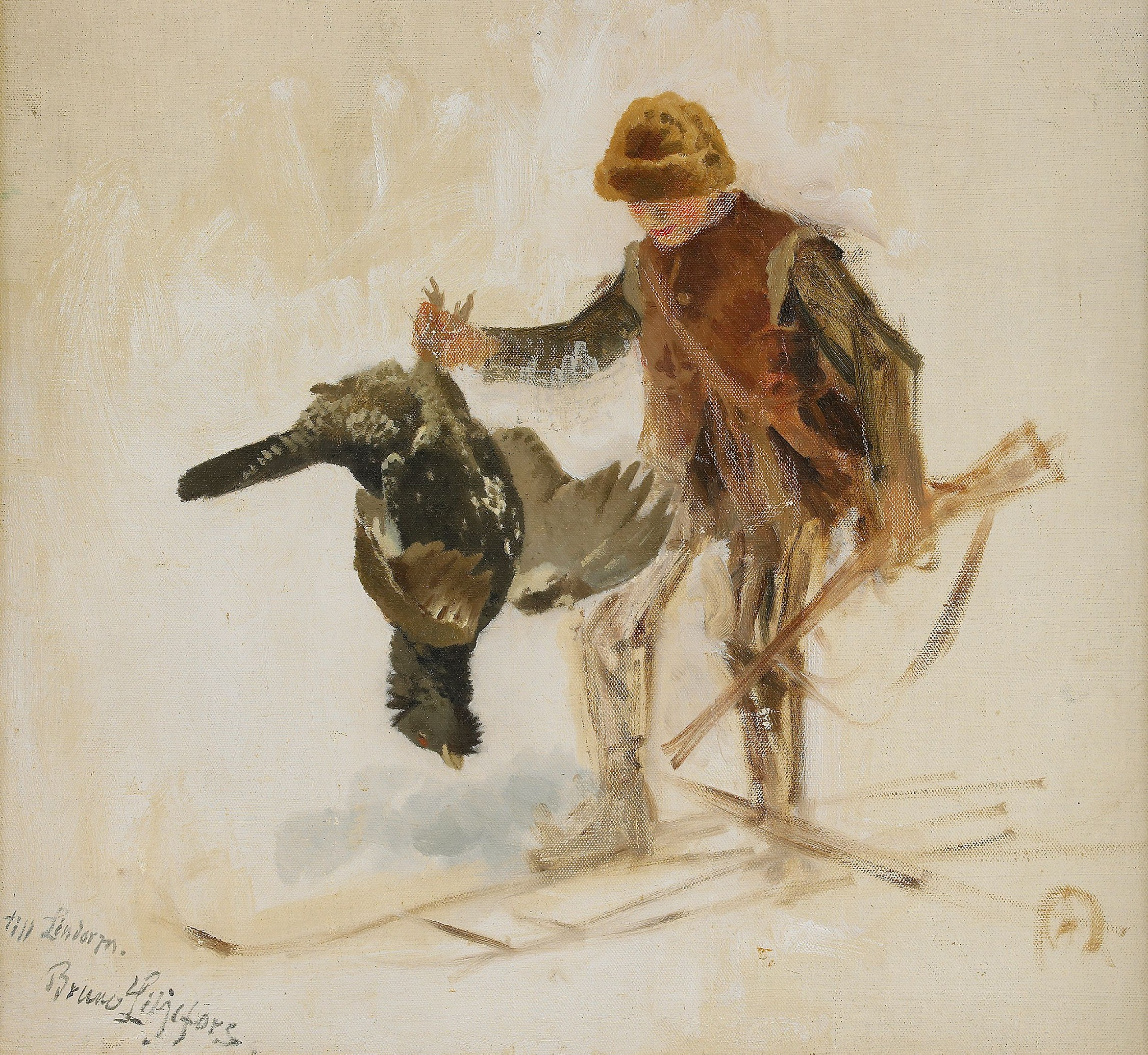
Studie střelce mladého tetřeva (Bruno Liljefors, 1923–1924)
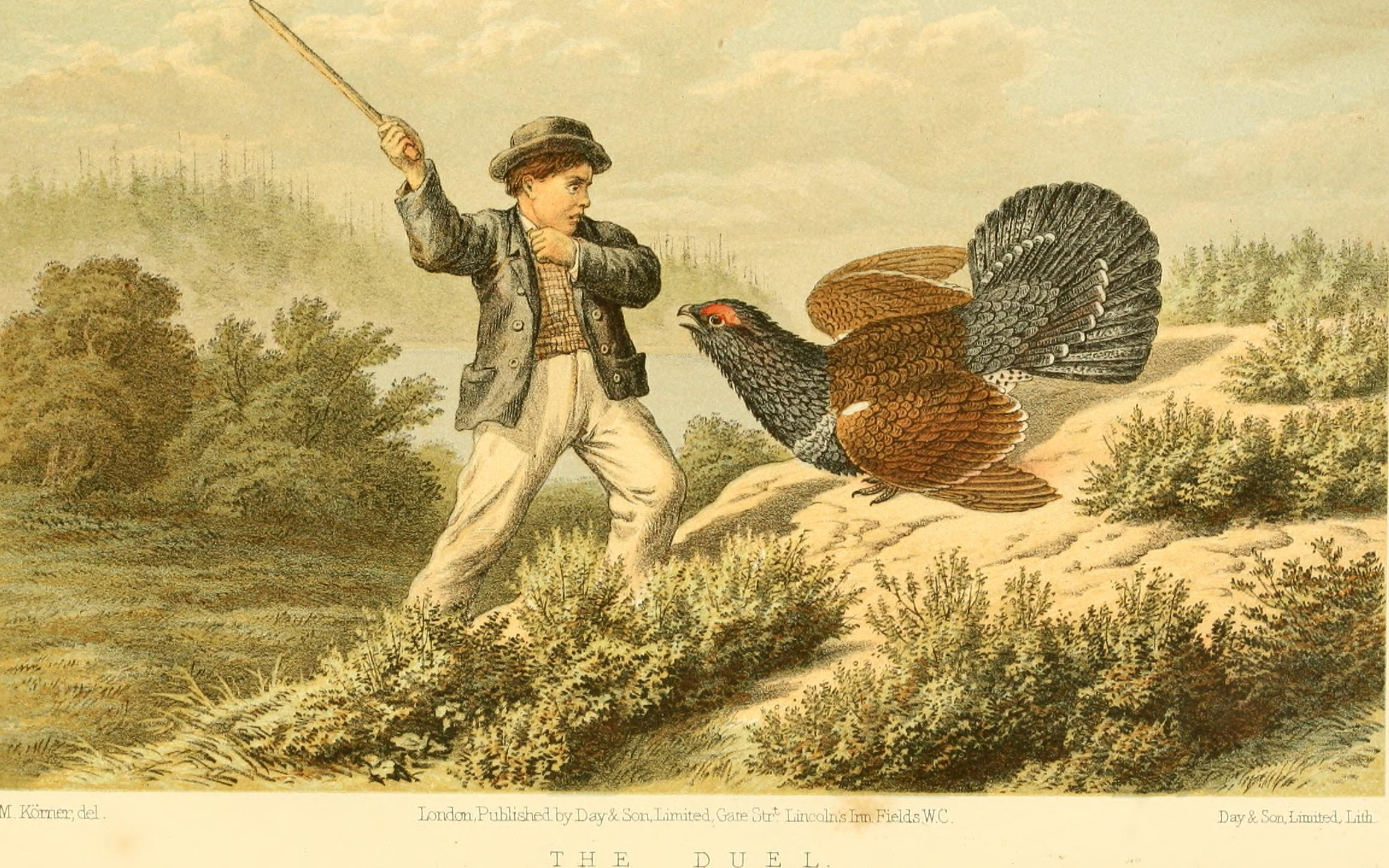
Vyobrazení hocha bránícího se útoku kohouta (z knihy The game birds and wild fowl of Sweden and Norway o hrabavých ptácích Norska a Švédska, 1867)
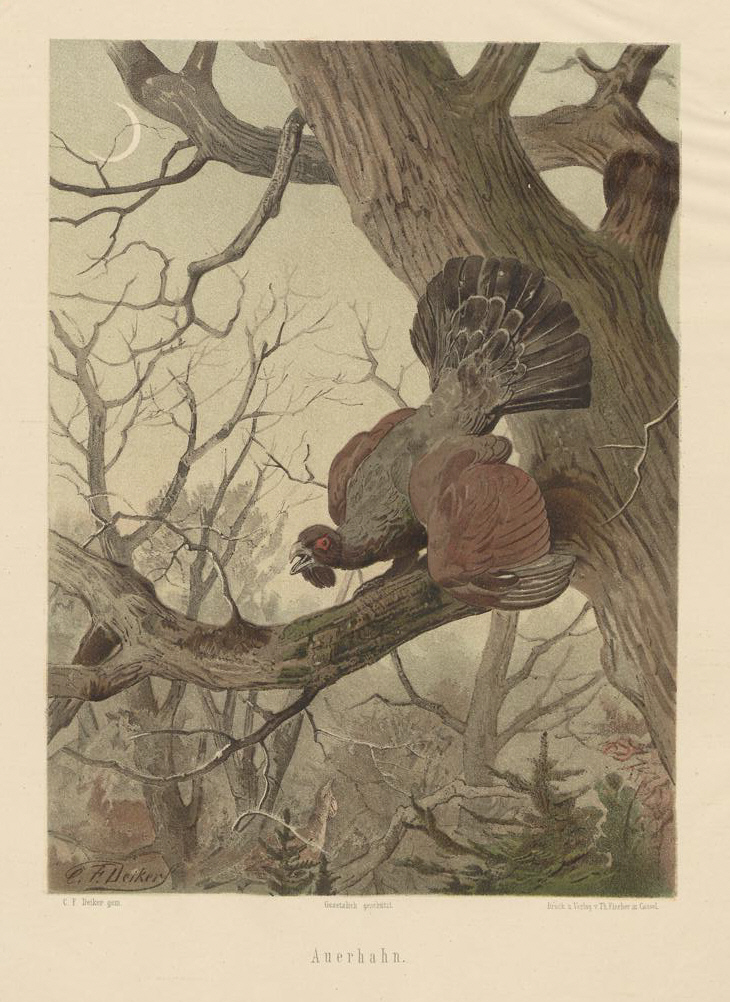
Chromolitografie ze série Lovná zvěř (Carl Friedrich Deiker, c1875)
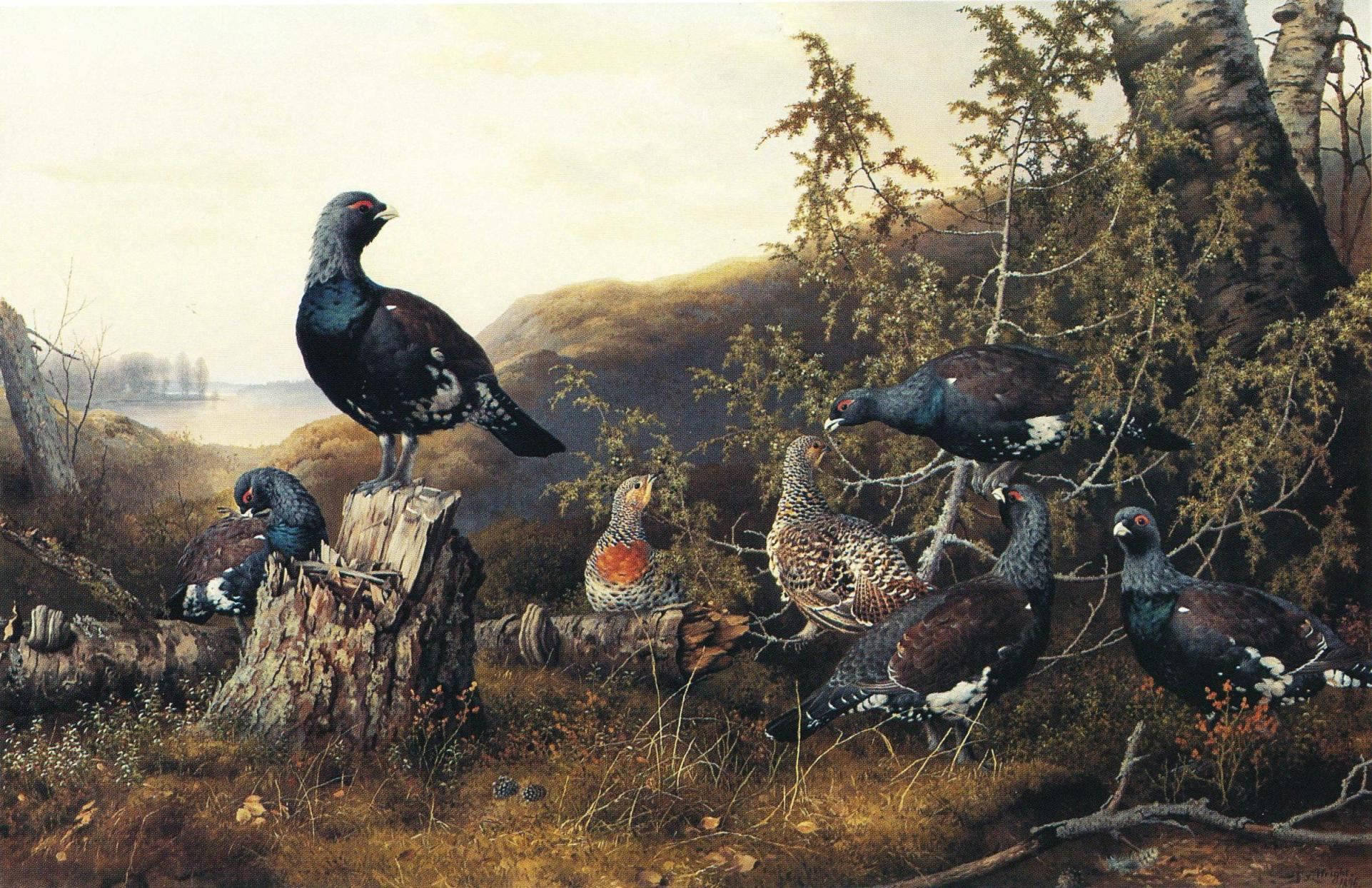
Tetřev hlušec na jalovci (Ferdinand von Wright, 1896)
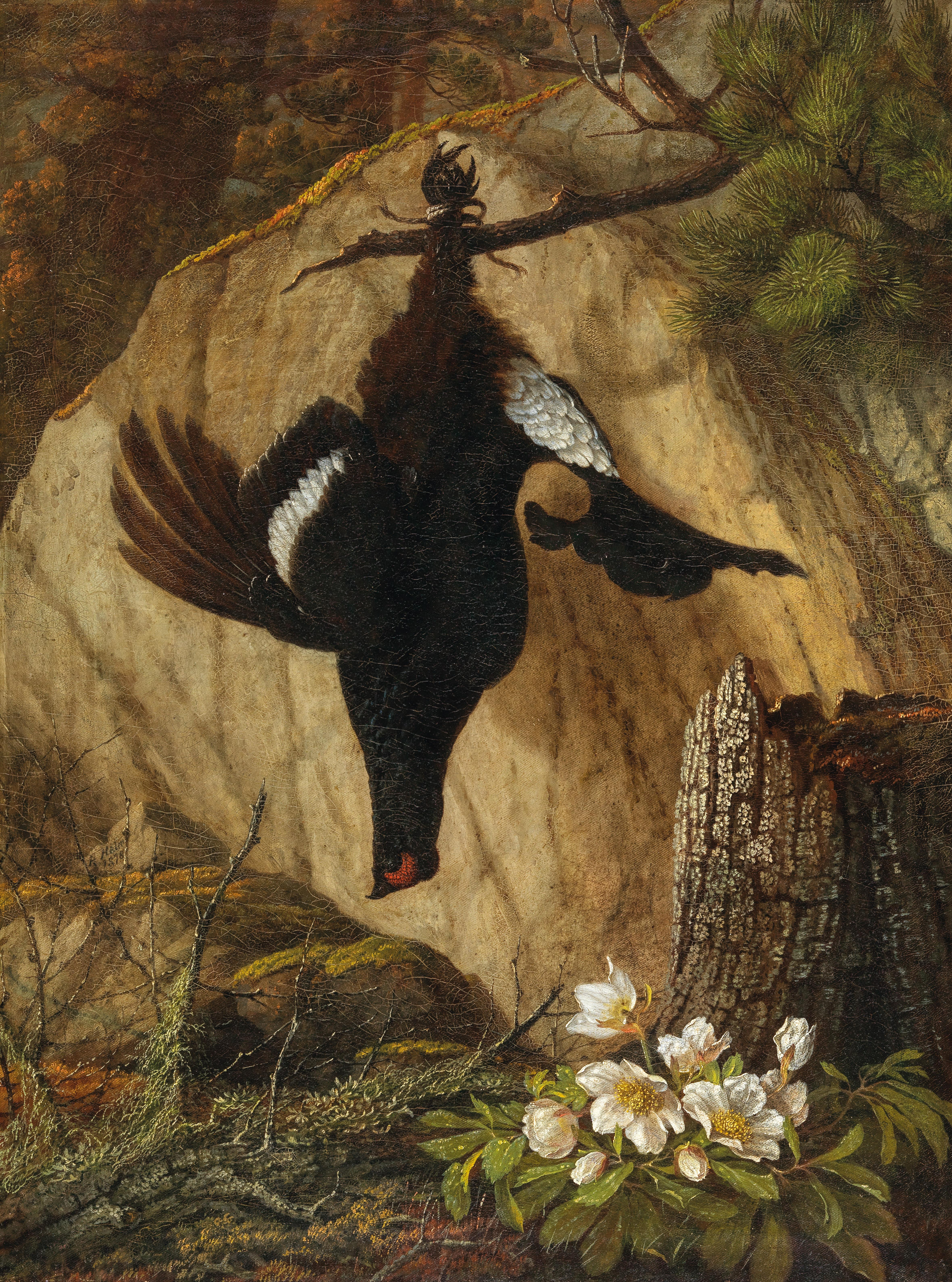
Tetřev a čemeřice (Pauline Halm, 1878)

Vybraná vyobrazení na známkách a v heraldice
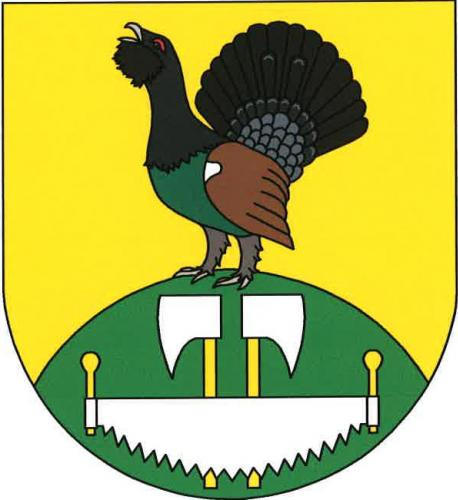
Znak obce Obecnice
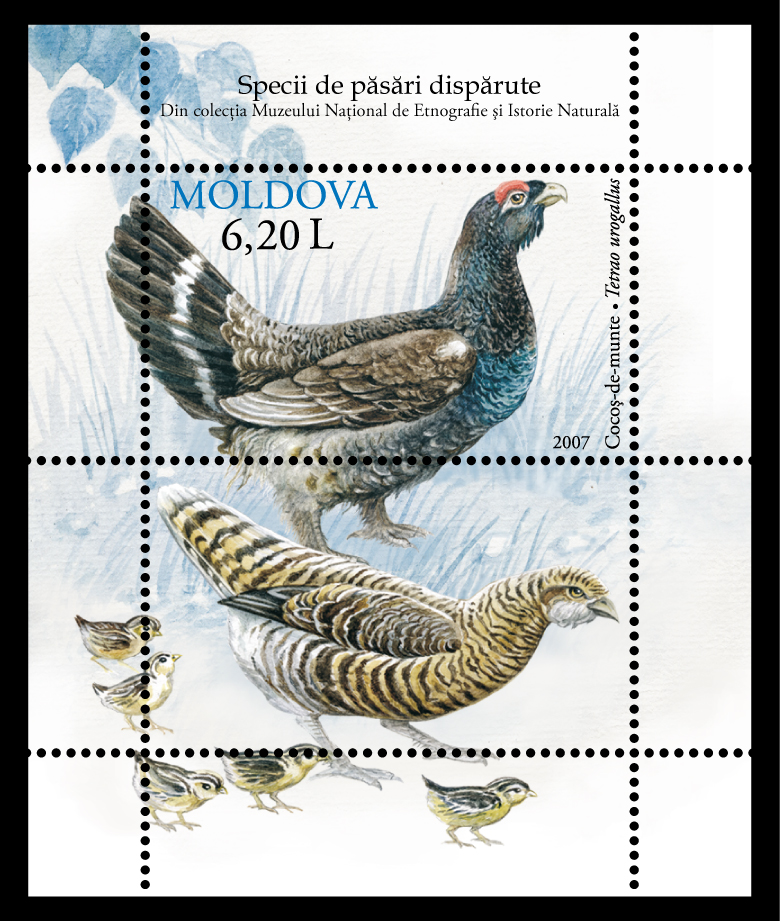
Moldavská známka (2007)
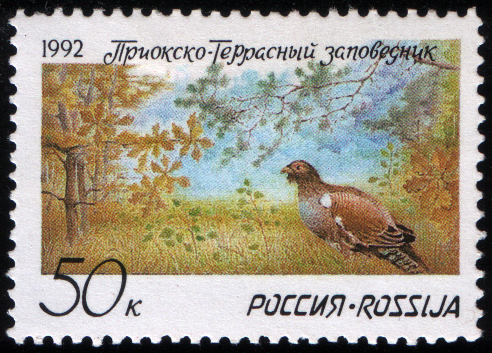
Ruská známka (1992)
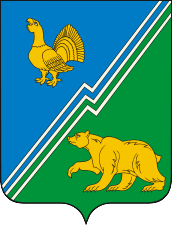
Znak ruského města Jugorsk